# Георге-Лазер
Георге-Лазер (рум. Gheorghe Lazăr) — комуна у повіті Яломіца в Румунії. До складу комуни входить єдине село Георге-Лазер.
Комуна розташована на відстані 109 км на схід від Бухареста, 10 км на північний схід від Слобозії, 106 км на північний захід від Констанци, 99 км на південний захід від Галаца.

## Населення
За даними перепису населення 2002 року у комуні проживали 2497 осіб. Усі жителі комуни рідною мовою назвали румунську.
Національний склад населення комуни:
| Національність | Кількість осіб | Відсоток |
| -------------- | -------------- | -------- |
| румуни         | 2493           | 99,8%    |
| цигани         | 4              | 0,2%     |

Склад населення комуни за віросповіданням:
| Релігія       | Кількість осіб | Відсоток |
| ------------- | -------------- | -------- |
| православні   | 2480           | 99,3%    |
| адвентисти    | 9              | 0,4%     |
| п'ятдесятники | 6              | 0,2%     |
| римо-католики | 1              | < 0,1%   |
| бретрени      | 1              | < 0,1%   |

## Зовнішні посилання
- Дані про комуну Георге-Лазер на сайті Ghidul Primăriilor [Архівовано 2 березня 2011 у Wayback Machine.]